# Escapades
Escapades is het tweede album van de Utrechtse band GEM.

## Opnamen
GEM bracht in 2004 hun eerste album uit bij Excelsior Recordings. In de zomer van 2005 kreeg de band grote bekendheid door het nummer Good to know you, dat voor hen geschreven werd door reclamecomponisten Justin Billinger en Michiel Marsman, voor een commercial voor Randstad Uitzendbureau. De single werd veelvuldig op 3FM gedraaid en bereikte de 24e plaats van de Nederlandse Top 40.
Voor de opname van het tweede album ging GEM in zee met Anne Soldaat, die net zijn band Daryll-Ann ter ziele had zien gaan. Hij nam de rol van bandcoach op zich en begeleidde de band tijdens het schrijf- en opnameproces. Op 1 december 2005 verschenen de eerste resultaten van de sessies The subterranean parade en All I want for Christmas, een cover van Mariah Carey, op een splitsingle met Spider Rico.
Het album verscheen op 27 februari 2006 en werd voorafgegaan door de single Go!, die bij de winkels van Plato gratis werd verspreid bij aankoop van het album. De versie van het nummer Good to know you, die op het album verscheen, verschilt wezenlijk van de eerder uitgebracht singleversie. In augustus van dat jaar verscheen er nog een promotiesingle en videoclip van The subterranean parade.

## Muzikanten
- Maurits Westerik - zang
- Bas de Graaff - gitaar
- Vincent Lemmen - gitaar
- Jeroen Kikkert - basgitaar
- Ilco Slikker - drums

### Gastmuzikanten
- Anne Soldaat - akoestische gitaar, elektronisch orgel, zang

## Tracklist
1. All I want is you (Westerik/GEM)
2. The subterranean parade (Westerik/GEM)
3. Go! (Westerik/GEM)
4. Fight on (Westerik/GEM)
5. Strangers in the night (Westerik/GEM)
6. Talk talk talk (Westerik/GEM)
7. Someone (Westerik/GEM)
8. Good to know you (Billinger/Marsman/GEM)
9. Move on (Westerik/GEM)
10. Turn it on (Westerik/GEM)
11. Let it out get it out (Westerik/GEM)
12. Lose the booze (Westerik/GEM)

## Hitlijsten
| Album met eventuele hitnotering(en) in de Nederlandse Album Top 100 | Datum van verschijnen | Datum van binnenkomst | Hoogste positie | Aantal weken | Opmerkingen |
| ------------------------------------------------------------------- | --------------------- | --------------------- | --------------- | ------------ | ----------- |
| Escapades                                                           | 27-02-2006            | 04-03-2006            | 59              | 4            |             |